# Championnat d'Irak de football 2001-2002
Navigation
Saison précédente Saison suivante
La saison 2001-2002 du Championnat d'Irak de football est la vingt-huitième édition de la première division en Irak, l' Iraqi Premier League. La compétition se déroule sous la forme d'une poule unique où les vingt meilleurs clubs du pays s'affrontent deux fois au cours de la saison, à domicile et à l'extérieur. En fin de saison, les trois derniers du classement sont relégués et remplacés par les trois meilleurs clubs de deuxième division.
C'est le club de Talaba SC qui remporte le championnat cette saison après avoir terminé en tête du classement final, avec six points d'avance sur Al Qowa Al Jawia Bagdad et onze sur Al Shorta Bagdad. C'est le cinquième titre de champion d'Irak de l'histoire du club, le premier depuis 1993. Talaba réussit même le doublé en s'imposant en finale de la Coupe d'Irak face à Al Shorta.

## Les clubs participants
| - Al-Karkh SC - Al Shorta Bagdad - Najaf FC - Al Nafat Bagdad - Samarra FC - Dohuk SC - Al Difa Al Jawia Bagdad - Ramadi FC - Nassriya FC - Promu de D2 - Diwaniya FC - Promu de D2 | - Samawa FC - Kirkouk FC - Promu de D2 - Al Sina'a Bagdad - Promu de D2 - Al Qowa Al Jawia Bagdad - Al-Zawra'a SC - Talaba SC - Al Mina'a Bassora - Arbil SC - Al Kadmiyah - Promu de D2 - Al Jaish Bagdad - Promu de D2 |

## Compétition
Le barème de points servant à établir les classements se décompose ainsi :
- Victoire : 3 points
- Match nul : 1 point
- Défaite : 0 point

### Classement
| Rang | Équipe                   | Pts | J  | G  | N  | P  | Bp | Bc | Diff |
| ---- | ------------------------ | --- | -- | -- | -- | -- | -- | -- | ---- |
| 1    | Talaba SCC               | 91  | 38 | 29 | 4  | 5  | 89 | 18 | +71  |
| 2    | Al Qowa Al Jawia Bagdad  | 85  | 38 | 26 | 7  | 5  | 86 | 29 | +57  |
| 3    | Al Shorta Bagdad         | 80  | 38 | 24 | 8  | 6  | 87 | 37 | +50  |
| 4    | Al-Zawra'a SCT           | 74  | 38 | 22 | 8  | 8  | 70 | 30 | +40  |
| 5    | Najaf FC                 | 74  | 38 | 22 | 8  | 8  | 59 | 25 | +34  |
| 6    | Arbil SC                 | 72  | 38 | 20 | 12 | 6  | 61 | 32 | +29  |
| 7    | Dohuk SC                 | 69  | 38 | 19 | 12 | 7  | 60 | 38 | +22  |
| 8    | Al-Karkh SC              | 54  | 38 | 15 | 9  | 14 | 52 | 42 | +10  |
| 9    | Al Mina'a Bassora        | 52  | 38 | 14 | 10 | 14 | 42 | 44 | -2   |
| 10   | Al Difaa Al Jawia Bagdad | 50  | 38 | 13 | 11 | 14 | 51 | 51 | 0    |
| 11   | Al Jaish BagdadP         | 48  | 38 | 13 | 9  | 16 | 47 | 60 | -13  |
| 12   | Samawa FC                | 42  | 38 | 11 | 9  | 18 | 27 | 46 | -19  |
| 13   | Al Nafat Bagdad          | 37  | 38 | 9  | 10 | 19 | 35 | 53 | -18  |
| 14   | Samaraa FC               | 35  | 38 | 7  | 14 | 17 | 37 | 65 | -28  |
| 15   | Nassriya FCP             | 35  | 38 | 8  | 11 | 19 | 34 | 76 | -42  |
| 16   | Al Sina'a BagdadP        | 32  | 38 | 6  | 14 | 18 | 29 | 53 | -24  |
| 17   | Kirkouk FCP              | 32  | 38 | 7  | 11 | 20 | 27 | 61 | -34  |
| 18   | Ramadi FC                | 28  | 38 | 8  | 4  | 26 | 27 | 73 | -46  |
| 19   | Diwaniya FCP             | 28  | 38 | 7  | 7  | 24 | 30 | 80 | -50  |
| 20   | Al KadmiyahP             | 27  | 38 | 5  | 12 | 21 | 28 | 65 | -37  |

|  | Qualification pour la Ligue des champions de l'AFC 2003              |
|  | Relégation directe en deuxième division                              |
|  | T : Tenant du titre C : Vainqueur de la Coupe d'Irak P : Promu de D2 |

## Bilan de la saison
| Championnat d'Irak de football 2001-2002 |                      |
| Champion                                 | Talaba SC (5e titre) |
| Coupes et trophées                       |                      |
| Vainqueur de la Coupe d'Irak 2001-2002   | Talaba SC            |
| Qualifications continentales             |                      |
| Ligue des champions de l'AFC 2003        | Talaba SC            |
| Promotions et relégations                |                      |
| Promus en Iraqi Premier League           | Zakho FC             |
| Promus en Iraqi Premier League           | Mossoul FC           |
| Promus en Iraqi Premier League           | Bassora FC           |
| Relégués en Iraqi Second League          | Ramadi FC            |
| Relégués en Iraqi Second League          | Diwaniya FC          |
| Relégués en Iraqi Second League          | Al Kadmiyah          |